# Piliocolobus waldroni
Piliocolobus waldroni is een zoogdier uit de familie van de apen van de Oude Wereld (Cercopithecidae). De wetenschappelijke naam werd in 1936 gepubliceerd door Hayman. De soort kwam voor in Ghana en Ivoorkust, maar is vandaag de dag waarschijnlijk uitgestorven. De soort werd voor lange tijd als ondersoort van de West-Afrikaanse rode franjeaap gezien, maar is een aparte soort.